# Ermanno Leo
Ermanno Leo (Canosa di Puglia, 3 novembre 1948) è un medico e chirurgo italiano, specializzato in chirurgia oncologica nel 1982.
Dal 1998 dirige la struttura di chirurgia colo-rettale presso l'Istituto tumori di Milano ed è professore a contratto presso la Scuola di Specializzazione in Chirurgia generale dell'Università di Roma La Sapienza.
Nel gennaio 2002, mette a punto una innovativa apparecchiatura che riesce a portare la tridimensionalità nella video chirurgia con un importante miglioramento della qualità e dei risultati per chiudere con una chirurgia demolitivi tradizionale e ratificare una nuova chirurgia, più impegnativa e dedicata, ma conservativa dell'integrità psicofisica del paziente.
Nel 2003 è stato nominato dal ministro della salute, Girolamo Sirchia, esperto del Consiglio superiore di Sanità.
Il 7 aprile 2004 gli è stata consegnata al Quirinale dal Presidente della Repubblica Italiana Carlo Azeglio Ciampi, la Medaglia d'oro al merito della sanità pubblica, in occasione della Giornata Mondiale della Sanità. Sempre nello stesso anno è stato nominato coordinatore del Gruppo di lavoro per lo screening del tumore del colon retto.
Il 9 novembre 2006 gli è stata conferita presso il Centro Conferenze della Provincia di Milano, dal Prefetto della provincia in vece del Presidente della Repubblica Italiana, l'onorificenza di Cavaliere di Gran Croce per i suoi meriti nel creare «una tecnica chirurgica innovativa e una scuola di specializzazione che insegna la tecnica ai medici».
È inoltre presidente della onlus Associazione per la ricerca europea in chirurgia oncologica (ARECO).
Insieme a Giorgio Parmiani ha avviato nel 2008 una sperimentazione sulla cura del tumore del colon retto.
Padre del pilota Federico Leo.